# ماريا فرناندا موراليس
ماريا فرناندا موراليس (بالإسبانية: Maria Fernanda Morales)‏ هي ممثلة مكسيكية، ولدت في 7 نوفمبر 1970.

## وصلات خارجية
- ماريا فرناندا موراليس على موقع IMDb (الإنجليزية)
- ماريا فرناندا موراليس على موقع قاعدة بيانات الفيلم (الإنجليزية)